# Mistrzostwa Świata w Szermierce 2018
Mistrzostwa Świata w Szermierce 2018 odbyły się w dniach 19-27 lipca 2018 roku w chińskim mieście Wuxi. W programie znalazło się dwanaście konkurencji, po sześć dla kobiet i mężczyzn. W klasyfikacji medalowej triumfowali reprezentanci Włoch, zdobywając cztery złote, dwa srebrne i jeden brązowy medal. 

## Klasyfikacja medalowa
| Lp. | Państwo                               | złoto | srebro | brąz | Razem |
| --- | ------------------------------------- | ----- | ------ | ---- | ----- |
| 1   | Włochy                                | 4     | 2      | 1    | 7     |
| 2   | Korea Południowa                      | 2     | 2      | 3    | 7     |
| 3   | Stany Zjednoczone                     | 2     | 2      | 2    | 6     |
| 4   | Francja                               | 2     | 1      | 1    | 4     |
| 5   | Rosja                                 | 1     | 2      | 4    | 7     |
| 6   | Szwajcaria                            | 1     | -      | 1    | 2     |
| 7   | Rumunia · Wenezuela · Wielka Brytania | -     | 1      | -    | 1     |
| 10  | Ukraina                               | -     | -      | 2    | 2     |
| 11  | Chiny · Hiszpania · Tunezja · Węgry   | -     | -      | 1    | 1     |

## Harmonogram
Zostało rozegranych dwanaście konkurencji. 
Wszystkie czasy podane według czasu lokalnego (UTC+8).
| Data             | Czas  | Konkurencja                                           |
| ---------------- | ----- | ----------------------------------------------------- |
| 19 lipca 2018 r. | 09:00 | Szpada kobiet - kwalifikacje                          |
| 19 lipca 2018 r. | 11:00 | Szabla mężczyzn - kwalifikacje                        |
| 20 lipca 2018 r. | 08:30 | Floret kobiet - kwalifikacje                          |
| 20 lipca 2018 r. | 10:40 | Szpada mężczyzn - kwalifikacje                        |
| 21 lipca 2018 r. | 08:30 | Floret mężczyzn - kwalifikacje                        |
| 21 lipca 2018 r. | 10:40 | Szabla kobiet - kwalifikacje                          |
| 22 lipca 2018 r. | 09:30 | Szpada kobiet                                         |
| 22 lipca 2018 r. | 10:40 | Szabla mężczyzn                                       |
| 23 lipca 2018 r. | 08:30 | Szpada mężczyzn                                       |
| 23 lipca 2018 r. | 09:40 | Floret kobiet                                         |
| 24 lipca 2018 r. | 08:30 | Szabla kobiet                                         |
| 24 lipca 2018 r. | 10:10 | Floret mężczyzn                                       |
| 24 lipca 2018 r. | 08:30 | Kwalifikacje do konkursu drużynowego szpady kobiet    |
| 24 lipca 2018 r. | 10:30 | Kwalifikacje do konkursu drużynowego szabli mężczyzn  |
| 25 lipca 2018 r. | 08:30 | Kwalifikacje do konkursu drużynowego floretu kobiet   |
| 25 lipca 2018 r. | 09:20 | Kwalifikacje do konkursu drużynowego szpady mężczyzn  |
| 25 lipca 2018 r. | 12:20 | Konkurs drużynowy szpady kobiet                       |
| 25 lipca 2018 r. | 13:10 | Konkurs drużynowy szabli mężczyzn                     |
| 26 lipca 2018 r. | 08:30 | Kwalifikacje do konkursu drużynowego floretu mężczyzn |
| 26 lipca 2018 r. | 09:10 | Kwalifikacje do konkursu drużynowego szabli kobiet    |
| 26 lipca 2018 r. | 11:30 | Konkurs drużynowy floretu kobiet                      |
| 26 lipca 2018 r. | 12:30 | Konkurs drużynowy szpady mężczyzn                     |
| 27 lipca 2018 r. | 11:00 | Konkurs drużynowy szabli kobiet                       |
| 27 lipca 2018 r. | 12:00 | Konkurs drużynowy floretu mężczyzn                    |

## Medaliści

### Mężczyźni
| Złoto                                                                           | Srebro                                                                                          | Brąz                                                                                 |
| Floret                                                                          |                                                                                                 |                                                                                      |
| Alessio Foconi                                                                  | Richard Kruse                                                                                   | Heo Jun Carlos Llavador                                                              |
| Włochy · Giorgio Avola · Andrea Cassarà · Alessio Foconi · Daniele Garozzo      | Stany Zjednoczone · Miles Chamley-Watson · Race Imboden · Alexander Massialas · Gerek Meinhardt | Rosja · Timur Arsłanow · Aleksiej Czeriemisinow · Timur Safin · Dmitrij Żeriebczenko |
| Szpada                                                                          |                                                                                                 |                                                                                      |
| Yannick Borel                                                                   | Rubén Limardo                                                                                   | Bohdan Nikiszyn Roman Swiczkar                                                       |
| Szwajcaria · Max Heinzer · Lucas Malcotti · Michele Niggeler · Benjamin Steffen | Korea Południowa · Jung Jin-sun · Kweon Young-jun · Park Kyoung-doo · Park Sang-young           | Rosja · Siergiej Bida · Nikita Głazkow · Siergiej Chodos · Pawieł Suchow             |
| Szabla                                                                          |                                                                                                 |                                                                                      |
| Kim Jung-hwan                                                                   | Eli Dershwitz                                                                                   | Kamil Ibragimow Kim Jun-ho                                                           |
| Korea Południowa · Gu Bon-gil · Kim Jung-hwan · Kim Jun-ho · Oh Sang-uk         | Włochy · Enrico Berrè · Luca Curatoli · Aldo Montano · Luigi Samele                             | Węgry · Tamás Decsi · Csanád Gémesi · András Szatmári · Áron Szilágyi                |

### Kobiety
| Złoto                                                                                  | Srebro                                                                            | Brąz                                                                       |
| Floret                                                                                 |                                                                                   |                                                                            |
| Alice Volpi                                                                            | Ysaora Thibus                                                                     | Inès Boubakri Arianna Errigo                                               |
| Stany Zjednoczone · Lee Kiefer · Margaret Lu · Nzingha Prescod · Nicole Ross           | Włochy · Chiara Cini · Arianna Errigo · Camilla Mancini · Alice Volpi             | Francja · Anita Blaze · Astrid Guyart · Pauline Ranvier · Ysaora Thibus    |
| Szpada                                                                                 |                                                                                   |                                                                            |
| Mara Navarria                                                                          | Ana Maria Brânză                                                                  | Courtney Hurley Laura Stähli                                               |
| Stany Zjednoczone · Katharine Holmes · Courtney Hurley · Kelley Hurley · Amanda Sirico | Korea Południowa · Choi In-jeong · Kang Young-mi · Lee Hye-in · Shin A-lam        | Chiny · Lin Sheng · Sun Yiwen · Xu Chengzi · Zhu Mingye                    |
| Szabla                                                                                 |                                                                                   |                                                                            |
| Sofija Pozdniakowa                                                                     | Sofja Wielika                                                                     | Jana Jegorian Anne-Elizabeth Stone                                         |
| Francja · Cécilia Berder · Manon Brunet · Charlotte Lembach · Caroline Queroli         | Rosja · Jana Jegorian · Sofija Pozdniakowa · Swietłana Szewielewa · Sofja Wielika | Korea Południowa · Choi Soo-yeon · Hwang Seon-a · Kim Ji-yeon · Yoon Ji-su |

## Źródła
1. ↑  Schedule of 2018 Senior World Championships (Wuxi, CHN) 19-27 July